# Crkva sv. Duha u Lovreću (stara)
Crkva sv. Duha u Lovreću, zaštićeno kulturno dobro

## Opis dobra
Stara župna crkva Sv. Duha s grobljem nalazi se na maloj uzvisini sjeverno od ceste Lovreć-Imotski. Na istom mjestu je vjerojatno postojala crkvica izgrađena u 15./16.st. Današnja jednobrodna crkva pravilne orijentacije s kvadratičnom apsidom je sagrađena na njenim ostacima, a svoj konačni oblik je dobila 1755.g. Oko nje i u njenoj blizini postoji groblje sa stećcima. Glavno pročelje ima trodijelnu preslicu s tri zvona, iznad ulaza je rozeta, a bočno je presvođena otvorena kapelica s oltarom-stećkom. Unutrašnjost crkve presvođena je polubačvastim svodom. Glavni oltar je iz lokalne radionice obitelji Rako (19.st), s centralnom slikom Silazak Duha svetoga, naslikanom na drvu iz 1737.g.

## Zaštita
Pod oznakom Z-6336 zavedena je kao nepokretno kulturno dobro - pojedinačno, pravna statusa zaštićena kulturnog dobra, klasificirano kao "sakralna graditeljska baština".